# Tóth Roland (színművész)
Tóth Roland (Kisvárda, 1972. augusztus 28.) magyar színész, szinkronszínész.

## Élete
1991–92-ben a Színház- és Filmművészeti Főiskola diákja volt. 1992–1994 között a Békéscsabai Jókai Színházban játszott. Akkor került a Nemzeti Színiakadémiára, ahol 1995-ig tanult. 1995–1998 között a zalaegerszegi Hevesi Sándor Színház tagja volt, majd a Nemzeti Színházhoz került. 2002-től az Új Nemzeti Színház tagja. A 90-es években a Magyar Televízióban műsorvezetője volt az 576 kbyte című számítógépes műsornak. 

## Színpadi szerepei
- Marcel Achard: A bolond lány....Mario
- Madách Imre: Az ember tragédiája
- Marc Camoletti: Leszállás Párizsban
- Henrik Ibsen: Peer Gynt
- Shakespeare: Szentivánéji álom....Orrondi, üstfoltozó, Fal

## Filmjei
- A mi kis falunk (2024)
- Hazatalálsz (2023)
- Jóban Rosszban (2008–2022)
- Szeress most! (2003–2005)
- Valami Amerika (2002)
- Barátok közt (1999)

## Szinkronszerepei
- Angel 5. évad : Spike – James Marsters
- Csillágközi Szökevények – Stark
- Csavard be, mint Beckham: Taz Trey Farley
- Ármány és szenvedély: Craig Wesley – Kevin Spirtas
- Csacska angyal: Matías – Esteban Pérez
- Elátkozott Ella: Edgár
- Apollo 18: Eric Montman
- Bundás: Chief David, the sheriff – Kevin Atkinson
- A szerelem ösvényei: Enrique Mendoza Santini – Abraham Ramos
- Lost-Eltűntek: Charlie Pace – Dominic Monaghan
- Kemény zsaruk: Detective Curtis "Lemonhead" Lemansky – Kenneth Johnson
- Eltűntnek nyilvánítva: Assistant Director John Pollock – Justin Louis
- CSI: New York-i helyszínelők: Detective Don Flack – Eddie Cahill
- A Grace klinika: Dr. Alex Karev – Justin Chambers
- MI-5-Az elit alakulat (Titkos Szolgálat-MI5): Adam Carter – Rupert Penry-Jones
- Bostoni halottkémek: Dr. Nigel Townsend – Steve Valentine
- Szökésben: Agent Raj Rao – Raoul Bhaneja
- Death Note movie 1 – Raye Wamatsu
- A Silla királyság ékköve: Volja – Csu Szanguk
- Cobra 11: Roman Kramer - Patrick Kalupa
- Az örökség ára: Yaman Kırımlı – Halil İbrahim Ceyhan
- Az aranyifjú: Kazım Şanlı – Diren Polatoğulları

## Anime/Rajzfilm szinkronjai
- Death Note – A Halállista – Raye Penber (eps. 4-5)
- Naruto – Gaara (Jetix-változat)
- Monte Cristo grófja (anime) – Andrea Cavalcanti
- Trigun – Legato Bluesummer
- A szellemfiú (Yu Yu Hakusho) – Kaidou
- Verdák 1-2-3. – Villám McQueen (Lightning McQueen)
- Verdanimációk
- Verdák Sorozat - Villám McQueen Mckembridge
- A búra alatt – Sam
- Super Mario Bros.: A film – Foreman Spike
- Tartsd a szádat! – Jimmy McDougal